# Vilhelm Lorenzen
Vilhelm Birkedal Lorenzen, född 27 januari 1877, död 11 september 1961, var en dansk konsthistoriker.
Lorenzen blev adjunkt vid Metropolitanskolen 1920, lektor 1929 och filosofie doktor 1921 med avhandlingen Studier i dansk Herregaardsarkitekur i 16. og 17. Aarhundrede. Lorenzen utgav en mängd arbeten om äldre dansk byggnadskonst, främst om de i Danmark verksamma klostersamfundens byggnadshistoria (10 band, 1912-33), vidare Kalundborg Kirke (1922, tillsammans med Mogens Clemmensen), Roskilde Domkirke (1924), Vor Frue Kirke (1927), Det danske Hus (1920), Københavnske Palær (2 band, 1922-26), samt Dansk Herregaardsarkitekur fra Baroktiden (1928-).

## Utmärkelser
- Riddare av Dannebrogorden,  1932[3]
- Dannebrogsmännens hederstecken,  1947[3]

[Redigera Wikidata]